# Saint-Hippolyte, Haut-Rhin
Saint-Hippolyte är en kommun i departementet Haut-Rhin i regionen Grand Est (tidigare regionen Alsace) i nordöstra Frankrike. Kommunen ligger i kantonen Ribeauvillé som tillhör arrondissementet Ribeauvillé. År 2022 hade Saint-Hippolyte 945 invånare.

## Befolkningsutveckling
Antalet invånare i kommunen Saint-Hippolyte
| Referens: INSEE |